# Daniel Bursch
Daniel Wheeler Bursch (Bristol, 25 de julho de 1957) é um ex-astronauta norte-americano.
Nascido no estado da Pensilvânia, formou-se em Física em Annapolis, na Academia Naval dos Estados Unidos em 1979 e foi qualificado como oficial aviador naval em abril de 1980 e baseado em Pensacola, na Flórida. Nos primeiros anos da década de 1980, ele serviu como piloto naval a bordo de porta-aviões no Mediterrâneo, no Atlântico Norte e no Oceano Índico. 
Formando-se em engenharia em 1981, cursou a Escola de Piloto de Teste Naval dos Estados Unidos em 1984, a mesma cursada por ex-astronautas como Alan Shepard, e trabalhou como oficial projetista de testes de voo e instrutor de voo na mesma escola. Na segunda metade dos anos 80 foi promovido a comandante da marinha e serviu em cruzadores e porta-aviões. Até entrar para a NASA, acumulou 2900 horas de voo em 35 tipos diferente de aeronaves.

## NASA
Bursch foi selecionado para treinamento de astronauta na NASA em janeiro de 1990 e graduou-se em julho de 1991. Sua primeira ida ao espaço foi em setembro de 1993, como especialista de missão da STS-51 Discovery. Na viagem de dez dias, a tripulação da nave lançou dois satélites com experimentos científicos alemães em órbita.
Em setembro de 1994 ele foi novamente ao espaço na Endeavour, missão STS-68 do programa do ônibus espacial, uma missão de estidos do planeta Terra desde o espaço. Novamente a bordo da Endeavour, ele integrou a missão STS-77 em maio de 1996 que colocou em órbita pela quarta vez o módulo laboratório Spacehab, onde diversas experiências foram realizadas pela equipe.
Sua última missão como astronauta foi a mais longa e que lhe deu - junto ao colega Carl Walz - o recorde de permanência continua no espaço por um norte-americano. Lançado de Cabo Canaveral em dezembro de 2001 no ônibus espacial Endeavour na missão STS-108, ele integrou a Expedição 4 de habitação da Estação Espacial Internacional (ISS), junto com Walz e com o cosmonauta russo Yuri Onufrienko, fazendo experiências no espaço e manutenção da estação dentro e fora da nave por 196 dias e onde ele acumulou 11 horas e 48 minutos de caminhadas no espaço durante a realização de suas tarefas. Bursch retornou à Terra com os dois integrantes da tripulação na STS-111 Endeavour em 19 de junho de 2002.